# Haugesund
Haugesund is een stad en gemeente in de Noorse provincie Rogaland. De gemeente telde 37.250 inwoners in januari 2019.
De stad is vernoemd naar de Straat van Haugesundet. Het eerste deel, Hauge, gaat terug op de genitief meervoud van het Oudnoorse woord haugr, dat 'heuvel' betekent. Het laatste deel is sund, dat 'zeestraat' of 'geluid' betekent.
De stad heeft een vliegveld, de Luchthaven Haugesund Karmøy.
Haugesund grenst aan Karmøy in het zuiden en westen, in het noorden aan Sveio en in het oosten aan Tysvær.

## Sport
FK Haugesund is de betaaldvoetbalclub van de gemeente.

## Geboren
- Jon Fosse (1959), schrijver
- Hanne Haugland (1967), atlete
- Solveig Horne (1969), politica
- Egil Østenstad (1972), voetballer
- Svein Oddvar Moen (1979), voetbalscheidsrechter
- Susanne Sundfør (1986), zangeres
- Sven Erik Bystrøm (1992), wielrenner
- Elsie Bay (1996), zangeres
- Per Kristian Bråtveit (1996), voetballer
- Sigurd Haugen (1997), voetballer
- Martin Samuelsen (1997), voetballer

|  |  |  |

Bjerkreim · Bokn · Eigersund · Gjesdal · Hå · Haugesund · Hjelmeland · Karmøy · Klepp · Kvitsøy · Lund · Randaberg · Sandnes · Sauda · Sokndal · Sola · Stavanger · Strand · Suldal · Time · Tysvær · Utsira · Vindafjord

Fylker van Noorwegen